# Новотного перекриття англійське
Перекриття́ Новотного англі́́́́йське — ідея в шаховій композиції. Суть ідеї — одна із форм перекриття Новотного, де, як одна з тематичних фігур, використовується зв'язаний ферзь.

## Історія
Ця ідея може розглядатись як різновид вираження перекриття Новотного. Цей задум дещо відмінний від базового класичного перекриття Новотного.
 Ідея чеського проблеміста Антоніна Новотного (22.08.1827 — 09.03.1871) зацікавила шахових композиторів з Англії, і при вираженні його ідеї знайшли інший підхід для втілення в задачі його задуму.
В задачі тематичною фігурою є зв'язаний чорний ферзь, який рухаючись по лінії зв'язки може створювати тематичні варіанти в парі з чорним слоном або чорною турою. Якщо у тематичному варіанті зв'язаний ферзь рухається по горизонталі чи вертикалі, то він може перекривати слона, який в другому тематичному варіанті перекриває ферзя. Якщо зв'язаний ферзь рухається по діагональних лініях, то він може перекривати туру, яка в другому тематичному варіанті перекриває ферзя.
Ідею запропонували англійські проблемісти, від чого вона дістала назву — перекриття Новотного англійське.
|   | a | b | c | d | e | f | g | h |   |
| 8 | e8 білий слон · c6 білий кінь · e6 білий кінь · e5 білий ферзь · f5 чорний пішак · a4 чорна тура · b4 біла тура · c4 чорний ферзь · g4 чорний король · f3 біла тура · g3 білий слон · h3 чорний пішак · d2 білий пішак · e2 білий пішак · h2 чорний пішак · a1 чорний слон · b1 чорний слон · f1 чорний кінь · h1 білий король | e8 білий слон · c6 білий кінь · e6 білий кінь · e5 білий ферзь · f5 чорний пішак · a4 чорна тура · b4 біла тура · c4 чорний ферзь · g4 чорний король · f3 біла тура · g3 білий слон · h3 чорний пішак · d2 білий пішак · e2 білий пішак · h2 чорний пішак · a1 чорний слон · b1 чорний слон · f1 чорний кінь · h1 білий король | e8 білий слон · c6 білий кінь · e6 білий кінь · e5 білий ферзь · f5 чорний пішак · a4 чорна тура · b4 біла тура · c4 чорний ферзь · g4 чорний король · f3 біла тура · g3 білий слон · h3 чорний пішак · d2 білий пішак · e2 білий пішак · h2 чорний пішак · a1 чорний слон · b1 чорний слон · f1 чорний кінь · h1 білий король | e8 білий слон · c6 білий кінь · e6 білий кінь · e5 білий ферзь · f5 чорний пішак · a4 чорна тура · b4 біла тура · c4 чорний ферзь · g4 чорний король · f3 біла тура · g3 білий слон · h3 чорний пішак · d2 білий пішак · e2 білий пішак · h2 чорний пішак · a1 чорний слон · b1 чорний слон · f1 чорний кінь · h1 білий король | e8 білий слон · c6 білий кінь · e6 білий кінь · e5 білий ферзь · f5 чорний пішак · a4 чорна тура · b4 біла тура · c4 чорний ферзь · g4 чорний король · f3 біла тура · g3 білий слон · h3 чорний пішак · d2 білий пішак · e2 білий пішак · h2 чорний пішак · a1 чорний слон · b1 чорний слон · f1 чорний кінь · h1 білий король | e8 білий слон · c6 білий кінь · e6 білий кінь · e5 білий ферзь · f5 чорний пішак · a4 чорна тура · b4 біла тура · c4 чорний ферзь · g4 чорний король · f3 біла тура · g3 білий слон · h3 чорний пішак · d2 білий пішак · e2 білий пішак · h2 чорний пішак · a1 чорний слон · b1 чорний слон · f1 чорний кінь · h1 білий король | e8 білий слон · c6 білий кінь · e6 білий кінь · e5 білий ферзь · f5 чорний пішак · a4 чорна тура · b4 біла тура · c4 чорний ферзь · g4 чорний король · f3 біла тура · g3 білий слон · h3 чорний пішак · d2 білий пішак · e2 білий пішак · h2 чорний пішак · a1 чорний слон · b1 чорний слон · f1 чорний кінь · h1 білий король | e8 білий слон · c6 білий кінь · e6 білий кінь · e5 білий ферзь · f5 чорний пішак · a4 чорна тура · b4 біла тура · c4 чорний ферзь · g4 чорний король · f3 біла тура · g3 білий слон · h3 чорний пішак · d2 білий пішак · e2 білий пішак · h2 чорний пішак · a1 чорний слон · b1 чорний слон · f1 чорний кінь · h1 білий король | 8 |
| 7 | e8 білий слон · c6 білий кінь · e6 білий кінь · e5 білий ферзь · f5 чорний пішак · a4 чорна тура · b4 біла тура · c4 чорний ферзь · g4 чорний король · f3 біла тура · g3 білий слон · h3 чорний пішак · d2 білий пішак · e2 білий пішак · h2 чорний пішак · a1 чорний слон · b1 чорний слон · f1 чорний кінь · h1 білий король | e8 білий слон · c6 білий кінь · e6 білий кінь · e5 білий ферзь · f5 чорний пішак · a4 чорна тура · b4 біла тура · c4 чорний ферзь · g4 чорний король · f3 біла тура · g3 білий слон · h3 чорний пішак · d2 білий пішак · e2 білий пішак · h2 чорний пішак · a1 чорний слон · b1 чорний слон · f1 чорний кінь · h1 білий король | e8 білий слон · c6 білий кінь · e6 білий кінь · e5 білий ферзь · f5 чорний пішак · a4 чорна тура · b4 біла тура · c4 чорний ферзь · g4 чорний король · f3 біла тура · g3 білий слон · h3 чорний пішак · d2 білий пішак · e2 білий пішак · h2 чорний пішак · a1 чорний слон · b1 чорний слон · f1 чорний кінь · h1 білий король | e8 білий слон · c6 білий кінь · e6 білий кінь · e5 білий ферзь · f5 чорний пішак · a4 чорна тура · b4 біла тура · c4 чорний ферзь · g4 чорний король · f3 біла тура · g3 білий слон · h3 чорний пішак · d2 білий пішак · e2 білий пішак · h2 чорний пішак · a1 чорний слон · b1 чорний слон · f1 чорний кінь · h1 білий король | e8 білий слон · c6 білий кінь · e6 білий кінь · e5 білий ферзь · f5 чорний пішак · a4 чорна тура · b4 біла тура · c4 чорний ферзь · g4 чорний король · f3 біла тура · g3 білий слон · h3 чорний пішак · d2 білий пішак · e2 білий пішак · h2 чорний пішак · a1 чорний слон · b1 чорний слон · f1 чорний кінь · h1 білий король | e8 білий слон · c6 білий кінь · e6 білий кінь · e5 білий ферзь · f5 чорний пішак · a4 чорна тура · b4 біла тура · c4 чорний ферзь · g4 чорний король · f3 біла тура · g3 білий слон · h3 чорний пішак · d2 білий пішак · e2 білий пішак · h2 чорний пішак · a1 чорний слон · b1 чорний слон · f1 чорний кінь · h1 білий король | e8 білий слон · c6 білий кінь · e6 білий кінь · e5 білий ферзь · f5 чорний пішак · a4 чорна тура · b4 біла тура · c4 чорний ферзь · g4 чорний король · f3 біла тура · g3 білий слон · h3 чорний пішак · d2 білий пішак · e2 білий пішак · h2 чорний пішак · a1 чорний слон · b1 чорний слон · f1 чорний кінь · h1 білий король | e8 білий слон · c6 білий кінь · e6 білий кінь · e5 білий ферзь · f5 чорний пішак · a4 чорна тура · b4 біла тура · c4 чорний ферзь · g4 чорний король · f3 біла тура · g3 білий слон · h3 чорний пішак · d2 білий пішак · e2 білий пішак · h2 чорний пішак · a1 чорний слон · b1 чорний слон · f1 чорний кінь · h1 білий король | 7 |
| 6 | e8 білий слон · c6 білий кінь · e6 білий кінь · e5 білий ферзь · f5 чорний пішак · a4 чорна тура · b4 біла тура · c4 чорний ферзь · g4 чорний король · f3 біла тура · g3 білий слон · h3 чорний пішак · d2 білий пішак · e2 білий пішак · h2 чорний пішак · a1 чорний слон · b1 чорний слон · f1 чорний кінь · h1 білий король | e8 білий слон · c6 білий кінь · e6 білий кінь · e5 білий ферзь · f5 чорний пішак · a4 чорна тура · b4 біла тура · c4 чорний ферзь · g4 чорний король · f3 біла тура · g3 білий слон · h3 чорний пішак · d2 білий пішак · e2 білий пішак · h2 чорний пішак · a1 чорний слон · b1 чорний слон · f1 чорний кінь · h1 білий король | e8 білий слон · c6 білий кінь · e6 білий кінь · e5 білий ферзь · f5 чорний пішак · a4 чорна тура · b4 біла тура · c4 чорний ферзь · g4 чорний король · f3 біла тура · g3 білий слон · h3 чорний пішак · d2 білий пішак · e2 білий пішак · h2 чорний пішак · a1 чорний слон · b1 чорний слон · f1 чорний кінь · h1 білий король | e8 білий слон · c6 білий кінь · e6 білий кінь · e5 білий ферзь · f5 чорний пішак · a4 чорна тура · b4 біла тура · c4 чорний ферзь · g4 чорний король · f3 біла тура · g3 білий слон · h3 чорний пішак · d2 білий пішак · e2 білий пішак · h2 чорний пішак · a1 чорний слон · b1 чорний слон · f1 чорний кінь · h1 білий король | e8 білий слон · c6 білий кінь · e6 білий кінь · e5 білий ферзь · f5 чорний пішак · a4 чорна тура · b4 біла тура · c4 чорний ферзь · g4 чорний король · f3 біла тура · g3 білий слон · h3 чорний пішак · d2 білий пішак · e2 білий пішак · h2 чорний пішак · a1 чорний слон · b1 чорний слон · f1 чорний кінь · h1 білий король | e8 білий слон · c6 білий кінь · e6 білий кінь · e5 білий ферзь · f5 чорний пішак · a4 чорна тура · b4 біла тура · c4 чорний ферзь · g4 чорний король · f3 біла тура · g3 білий слон · h3 чорний пішак · d2 білий пішак · e2 білий пішак · h2 чорний пішак · a1 чорний слон · b1 чорний слон · f1 чорний кінь · h1 білий король | e8 білий слон · c6 білий кінь · e6 білий кінь · e5 білий ферзь · f5 чорний пішак · a4 чорна тура · b4 біла тура · c4 чорний ферзь · g4 чорний король · f3 біла тура · g3 білий слон · h3 чорний пішак · d2 білий пішак · e2 білий пішак · h2 чорний пішак · a1 чорний слон · b1 чорний слон · f1 чорний кінь · h1 білий король | e8 білий слон · c6 білий кінь · e6 білий кінь · e5 білий ферзь · f5 чорний пішак · a4 чорна тура · b4 біла тура · c4 чорний ферзь · g4 чорний король · f3 біла тура · g3 білий слон · h3 чорний пішак · d2 білий пішак · e2 білий пішак · h2 чорний пішак · a1 чорний слон · b1 чорний слон · f1 чорний кінь · h1 білий король | 6 |
| 5 | e8 білий слон · c6 білий кінь · e6 білий кінь · e5 білий ферзь · f5 чорний пішак · a4 чорна тура · b4 біла тура · c4 чорний ферзь · g4 чорний король · f3 біла тура · g3 білий слон · h3 чорний пішак · d2 білий пішак · e2 білий пішак · h2 чорний пішак · a1 чорний слон · b1 чорний слон · f1 чорний кінь · h1 білий король | e8 білий слон · c6 білий кінь · e6 білий кінь · e5 білий ферзь · f5 чорний пішак · a4 чорна тура · b4 біла тура · c4 чорний ферзь · g4 чорний король · f3 біла тура · g3 білий слон · h3 чорний пішак · d2 білий пішак · e2 білий пішак · h2 чорний пішак · a1 чорний слон · b1 чорний слон · f1 чорний кінь · h1 білий король | e8 білий слон · c6 білий кінь · e6 білий кінь · e5 білий ферзь · f5 чорний пішак · a4 чорна тура · b4 біла тура · c4 чорний ферзь · g4 чорний король · f3 біла тура · g3 білий слон · h3 чорний пішак · d2 білий пішак · e2 білий пішак · h2 чорний пішак · a1 чорний слон · b1 чорний слон · f1 чорний кінь · h1 білий король | e8 білий слон · c6 білий кінь · e6 білий кінь · e5 білий ферзь · f5 чорний пішак · a4 чорна тура · b4 біла тура · c4 чорний ферзь · g4 чорний король · f3 біла тура · g3 білий слон · h3 чорний пішак · d2 білий пішак · e2 білий пішак · h2 чорний пішак · a1 чорний слон · b1 чорний слон · f1 чорний кінь · h1 білий король | e8 білий слон · c6 білий кінь · e6 білий кінь · e5 білий ферзь · f5 чорний пішак · a4 чорна тура · b4 біла тура · c4 чорний ферзь · g4 чорний король · f3 біла тура · g3 білий слон · h3 чорний пішак · d2 білий пішак · e2 білий пішак · h2 чорний пішак · a1 чорний слон · b1 чорний слон · f1 чорний кінь · h1 білий король | e8 білий слон · c6 білий кінь · e6 білий кінь · e5 білий ферзь · f5 чорний пішак · a4 чорна тура · b4 біла тура · c4 чорний ферзь · g4 чорний король · f3 біла тура · g3 білий слон · h3 чорний пішак · d2 білий пішак · e2 білий пішак · h2 чорний пішак · a1 чорний слон · b1 чорний слон · f1 чорний кінь · h1 білий король | e8 білий слон · c6 білий кінь · e6 білий кінь · e5 білий ферзь · f5 чорний пішак · a4 чорна тура · b4 біла тура · c4 чорний ферзь · g4 чорний король · f3 біла тура · g3 білий слон · h3 чорний пішак · d2 білий пішак · e2 білий пішак · h2 чорний пішак · a1 чорний слон · b1 чорний слон · f1 чорний кінь · h1 білий король | e8 білий слон · c6 білий кінь · e6 білий кінь · e5 білий ферзь · f5 чорний пішак · a4 чорна тура · b4 біла тура · c4 чорний ферзь · g4 чорний король · f3 біла тура · g3 білий слон · h3 чорний пішак · d2 білий пішак · e2 білий пішак · h2 чорний пішак · a1 чорний слон · b1 чорний слон · f1 чорний кінь · h1 білий король | 5 |
| 4 | e8 білий слон · c6 білий кінь · e6 білий кінь · e5 білий ферзь · f5 чорний пішак · a4 чорна тура · b4 біла тура · c4 чорний ферзь · g4 чорний король · f3 біла тура · g3 білий слон · h3 чорний пішак · d2 білий пішак · e2 білий пішак · h2 чорний пішак · a1 чорний слон · b1 чорний слон · f1 чорний кінь · h1 білий король | e8 білий слон · c6 білий кінь · e6 білий кінь · e5 білий ферзь · f5 чорний пішак · a4 чорна тура · b4 біла тура · c4 чорний ферзь · g4 чорний король · f3 біла тура · g3 білий слон · h3 чорний пішак · d2 білий пішак · e2 білий пішак · h2 чорний пішак · a1 чорний слон · b1 чорний слон · f1 чорний кінь · h1 білий король | e8 білий слон · c6 білий кінь · e6 білий кінь · e5 білий ферзь · f5 чорний пішак · a4 чорна тура · b4 біла тура · c4 чорний ферзь · g4 чорний король · f3 біла тура · g3 білий слон · h3 чорний пішак · d2 білий пішак · e2 білий пішак · h2 чорний пішак · a1 чорний слон · b1 чорний слон · f1 чорний кінь · h1 білий король | e8 білий слон · c6 білий кінь · e6 білий кінь · e5 білий ферзь · f5 чорний пішак · a4 чорна тура · b4 біла тура · c4 чорний ферзь · g4 чорний король · f3 біла тура · g3 білий слон · h3 чорний пішак · d2 білий пішак · e2 білий пішак · h2 чорний пішак · a1 чорний слон · b1 чорний слон · f1 чорний кінь · h1 білий король | e8 білий слон · c6 білий кінь · e6 білий кінь · e5 білий ферзь · f5 чорний пішак · a4 чорна тура · b4 біла тура · c4 чорний ферзь · g4 чорний король · f3 біла тура · g3 білий слон · h3 чорний пішак · d2 білий пішак · e2 білий пішак · h2 чорний пішак · a1 чорний слон · b1 чорний слон · f1 чорний кінь · h1 білий король | e8 білий слон · c6 білий кінь · e6 білий кінь · e5 білий ферзь · f5 чорний пішак · a4 чорна тура · b4 біла тура · c4 чорний ферзь · g4 чорний король · f3 біла тура · g3 білий слон · h3 чорний пішак · d2 білий пішак · e2 білий пішак · h2 чорний пішак · a1 чорний слон · b1 чорний слон · f1 чорний кінь · h1 білий король | e8 білий слон · c6 білий кінь · e6 білий кінь · e5 білий ферзь · f5 чорний пішак · a4 чорна тура · b4 біла тура · c4 чорний ферзь · g4 чорний король · f3 біла тура · g3 білий слон · h3 чорний пішак · d2 білий пішак · e2 білий пішак · h2 чорний пішак · a1 чорний слон · b1 чорний слон · f1 чорний кінь · h1 білий король | e8 білий слон · c6 білий кінь · e6 білий кінь · e5 білий ферзь · f5 чорний пішак · a4 чорна тура · b4 біла тура · c4 чорний ферзь · g4 чорний король · f3 біла тура · g3 білий слон · h3 чорний пішак · d2 білий пішак · e2 білий пішак · h2 чорний пішак · a1 чорний слон · b1 чорний слон · f1 чорний кінь · h1 білий король | 4 |
| 3 | e8 білий слон · c6 білий кінь · e6 білий кінь · e5 білий ферзь · f5 чорний пішак · a4 чорна тура · b4 біла тура · c4 чорний ферзь · g4 чорний король · f3 біла тура · g3 білий слон · h3 чорний пішак · d2 білий пішак · e2 білий пішак · h2 чорний пішак · a1 чорний слон · b1 чорний слон · f1 чорний кінь · h1 білий король | e8 білий слон · c6 білий кінь · e6 білий кінь · e5 білий ферзь · f5 чорний пішак · a4 чорна тура · b4 біла тура · c4 чорний ферзь · g4 чорний король · f3 біла тура · g3 білий слон · h3 чорний пішак · d2 білий пішак · e2 білий пішак · h2 чорний пішак · a1 чорний слон · b1 чорний слон · f1 чорний кінь · h1 білий король | e8 білий слон · c6 білий кінь · e6 білий кінь · e5 білий ферзь · f5 чорний пішак · a4 чорна тура · b4 біла тура · c4 чорний ферзь · g4 чорний король · f3 біла тура · g3 білий слон · h3 чорний пішак · d2 білий пішак · e2 білий пішак · h2 чорний пішак · a1 чорний слон · b1 чорний слон · f1 чорний кінь · h1 білий король | e8 білий слон · c6 білий кінь · e6 білий кінь · e5 білий ферзь · f5 чорний пішак · a4 чорна тура · b4 біла тура · c4 чорний ферзь · g4 чорний король · f3 біла тура · g3 білий слон · h3 чорний пішак · d2 білий пішак · e2 білий пішак · h2 чорний пішак · a1 чорний слон · b1 чорний слон · f1 чорний кінь · h1 білий король | e8 білий слон · c6 білий кінь · e6 білий кінь · e5 білий ферзь · f5 чорний пішак · a4 чорна тура · b4 біла тура · c4 чорний ферзь · g4 чорний король · f3 біла тура · g3 білий слон · h3 чорний пішак · d2 білий пішак · e2 білий пішак · h2 чорний пішак · a1 чорний слон · b1 чорний слон · f1 чорний кінь · h1 білий король | e8 білий слон · c6 білий кінь · e6 білий кінь · e5 білий ферзь · f5 чорний пішак · a4 чорна тура · b4 біла тура · c4 чорний ферзь · g4 чорний король · f3 біла тура · g3 білий слон · h3 чорний пішак · d2 білий пішак · e2 білий пішак · h2 чорний пішак · a1 чорний слон · b1 чорний слон · f1 чорний кінь · h1 білий король | e8 білий слон · c6 білий кінь · e6 білий кінь · e5 білий ферзь · f5 чорний пішак · a4 чорна тура · b4 біла тура · c4 чорний ферзь · g4 чорний король · f3 біла тура · g3 білий слон · h3 чорний пішак · d2 білий пішак · e2 білий пішак · h2 чорний пішак · a1 чорний слон · b1 чорний слон · f1 чорний кінь · h1 білий король | e8 білий слон · c6 білий кінь · e6 білий кінь · e5 білий ферзь · f5 чорний пішак · a4 чорна тура · b4 біла тура · c4 чорний ферзь · g4 чорний король · f3 біла тура · g3 білий слон · h3 чорний пішак · d2 білий пішак · e2 білий пішак · h2 чорний пішак · a1 чорний слон · b1 чорний слон · f1 чорний кінь · h1 білий король | 3 |
| 2 | e8 білий слон · c6 білий кінь · e6 білий кінь · e5 білий ферзь · f5 чорний пішак · a4 чорна тура · b4 біла тура · c4 чорний ферзь · g4 чорний король · f3 біла тура · g3 білий слон · h3 чорний пішак · d2 білий пішак · e2 білий пішак · h2 чорний пішак · a1 чорний слон · b1 чорний слон · f1 чорний кінь · h1 білий король | e8 білий слон · c6 білий кінь · e6 білий кінь · e5 білий ферзь · f5 чорний пішак · a4 чорна тура · b4 біла тура · c4 чорний ферзь · g4 чорний король · f3 біла тура · g3 білий слон · h3 чорний пішак · d2 білий пішак · e2 білий пішак · h2 чорний пішак · a1 чорний слон · b1 чорний слон · f1 чорний кінь · h1 білий король | e8 білий слон · c6 білий кінь · e6 білий кінь · e5 білий ферзь · f5 чорний пішак · a4 чорна тура · b4 біла тура · c4 чорний ферзь · g4 чорний король · f3 біла тура · g3 білий слон · h3 чорний пішак · d2 білий пішак · e2 білий пішак · h2 чорний пішак · a1 чорний слон · b1 чорний слон · f1 чорний кінь · h1 білий король | e8 білий слон · c6 білий кінь · e6 білий кінь · e5 білий ферзь · f5 чорний пішак · a4 чорна тура · b4 біла тура · c4 чорний ферзь · g4 чорний король · f3 біла тура · g3 білий слон · h3 чорний пішак · d2 білий пішак · e2 білий пішак · h2 чорний пішак · a1 чорний слон · b1 чорний слон · f1 чорний кінь · h1 білий король | e8 білий слон · c6 білий кінь · e6 білий кінь · e5 білий ферзь · f5 чорний пішак · a4 чорна тура · b4 біла тура · c4 чорний ферзь · g4 чорний король · f3 біла тура · g3 білий слон · h3 чорний пішак · d2 білий пішак · e2 білий пішак · h2 чорний пішак · a1 чорний слон · b1 чорний слон · f1 чорний кінь · h1 білий король | e8 білий слон · c6 білий кінь · e6 білий кінь · e5 білий ферзь · f5 чорний пішак · a4 чорна тура · b4 біла тура · c4 чорний ферзь · g4 чорний король · f3 біла тура · g3 білий слон · h3 чорний пішак · d2 білий пішак · e2 білий пішак · h2 чорний пішак · a1 чорний слон · b1 чорний слон · f1 чорний кінь · h1 білий король | e8 білий слон · c6 білий кінь · e6 білий кінь · e5 білий ферзь · f5 чорний пішак · a4 чорна тура · b4 біла тура · c4 чорний ферзь · g4 чорний король · f3 біла тура · g3 білий слон · h3 чорний пішак · d2 білий пішак · e2 білий пішак · h2 чорний пішак · a1 чорний слон · b1 чорний слон · f1 чорний кінь · h1 білий король | e8 білий слон · c6 білий кінь · e6 білий кінь · e5 білий ферзь · f5 чорний пішак · a4 чорна тура · b4 біла тура · c4 чорний ферзь · g4 чорний король · f3 біла тура · g3 білий слон · h3 чорний пішак · d2 білий пішак · e2 білий пішак · h2 чорний пішак · a1 чорний слон · b1 чорний слон · f1 чорний кінь · h1 білий король | 2 |
| 1 | e8 білий слон · c6 білий кінь · e6 білий кінь · e5 білий ферзь · f5 чорний пішак · a4 чорна тура · b4 біла тура · c4 чорний ферзь · g4 чорний король · f3 біла тура · g3 білий слон · h3 чорний пішак · d2 білий пішак · e2 білий пішак · h2 чорний пішак · a1 чорний слон · b1 чорний слон · f1 чорний кінь · h1 білий король | e8 білий слон · c6 білий кінь · e6 білий кінь · e5 білий ферзь · f5 чорний пішак · a4 чорна тура · b4 біла тура · c4 чорний ферзь · g4 чорний король · f3 біла тура · g3 білий слон · h3 чорний пішак · d2 білий пішак · e2 білий пішак · h2 чорний пішак · a1 чорний слон · b1 чорний слон · f1 чорний кінь · h1 білий король | e8 білий слон · c6 білий кінь · e6 білий кінь · e5 білий ферзь · f5 чорний пішак · a4 чорна тура · b4 біла тура · c4 чорний ферзь · g4 чорний король · f3 біла тура · g3 білий слон · h3 чорний пішак · d2 білий пішак · e2 білий пішак · h2 чорний пішак · a1 чорний слон · b1 чорний слон · f1 чорний кінь · h1 білий король | e8 білий слон · c6 білий кінь · e6 білий кінь · e5 білий ферзь · f5 чорний пішак · a4 чорна тура · b4 біла тура · c4 чорний ферзь · g4 чорний король · f3 біла тура · g3 білий слон · h3 чорний пішак · d2 білий пішак · e2 білий пішак · h2 чорний пішак · a1 чорний слон · b1 чорний слон · f1 чорний кінь · h1 білий король | e8 білий слон · c6 білий кінь · e6 білий кінь · e5 білий ферзь · f5 чорний пішак · a4 чорна тура · b4 біла тура · c4 чорний ферзь · g4 чорний король · f3 біла тура · g3 білий слон · h3 чорний пішак · d2 білий пішак · e2 білий пішак · h2 чорний пішак · a1 чорний слон · b1 чорний слон · f1 чорний кінь · h1 білий король | e8 білий слон · c6 білий кінь · e6 білий кінь · e5 білий ферзь · f5 чорний пішак · a4 чорна тура · b4 біла тура · c4 чорний ферзь · g4 чорний король · f3 біла тура · g3 білий слон · h3 чорний пішак · d2 білий пішак · e2 білий пішак · h2 чорний пішак · a1 чорний слон · b1 чорний слон · f1 чорний кінь · h1 білий король | e8 білий слон · c6 білий кінь · e6 білий кінь · e5 білий ферзь · f5 чорний пішак · a4 чорна тура · b4 біла тура · c4 чорний ферзь · g4 чорний король · f3 біла тура · g3 білий слон · h3 чорний пішак · d2 білий пішак · e2 білий пішак · h2 чорний пішак · a1 чорний слон · b1 чорний слон · f1 чорний кінь · h1 білий король | e8 білий слон · c6 білий кінь · e6 білий кінь · e5 білий ферзь · f5 чорний пішак · a4 чорна тура · b4 біла тура · c4 чорний ферзь · g4 чорний король · f3 біла тура · g3 білий слон · h3 чорний пішак · d2 білий пішак · e2 білий пішак · h2 чорний пішак · a1 чорний слон · b1 чорний слон · f1 чорний кінь · h1 білий король | 1 |
|   | a | b | c | d | e | f | g | h |   |

1. Scd4? ~ 2. Df4, Dg7#, 1. ... Dc7!
1. Sed4?  ~ 2. Df4, Dg7#, 1. ... Df7!
1. d4?  ~ 2. Df4, Dg7#, 1. ... Dc1!
1. e4! ~ 2. Df5, Df4#
1. ... D:e4 2. Df5#
1. ... L:e4 2. Df4#
- — - — - — -
1. ... Kf3 2. Lh5#
1. ... Sg3 2. D:g#
1. ... Le5 2. Se5#
Перекриття Новотного проходить на двох тематичних полях, як результат — подвоєння ідеї.